# Prologue
Prologue är den amerikanska indiefolkduon The Milk Carton Kids första studioalbum, utgivet 19 juli 2011 på Milk Carton Records.
Prologue producerades av The Milk Carton Kids och Eric Robinson. Det mixades av Robinson och mastrades av Gavin Lurssen för Lurssen Mastering. Assisterande tekniker var Rob Peterson.
I anslutning till skivan gav sig bandet ut på en Nordamerikaturné. Låten "There By Your Side" blev utnämnd till "dagens låt" av National Public Radio. Tidningen The San Francisco Chronicle kallade albumet "bitterljuvt och vackert". Popartisten Sara Bareilles ökade uppmärksamheten kring skivan ytterligare när hon på Twitter uppmanade folk att lyssna på den.
The Milk Carton Kids gjorde både föregångaren Retrospect och Prologue tillgängliga för gratis nedladdning via sin hemsida. I slutet av 2011 hade albumen laddats ned 60 000 gånger och i januari 2015 var siffran 450 000.
Prologue finns med på flera årslistor, däribland Daytrotter, American Songwriter och About.com.

## Låtlista
Alla låtar är skrivna av The Milk Carton Kids.
1. "Michigan" – 5:31
2. "Undress the World" – 3:17
3. "Milk Carton Kid" – 4:05
4. "One Goodbye" – 3:13
5. "No Hammer to Hold" – 3:13
6. "There By Your Side" – 4:05
7. "New York" – 3:33
8. "Stealing Romance" – 2:50
9. "I Still Want a Little More" – 3:12
10. "Des Moines, IA" – 3:51 (bonuslåt på Itunes- och LP-utgåvan)[1]

## Medverkande
- Kenneth Pattengale – sång, akustisk gitarr
- Joey Ryan – sång, akustisk gitarr